# Чемпионат Европы по борьбе 1997
В 1997 году чемпионат Европы по греко-римской борьбе проходил в Коуволе (Финляндия), чемпионаты Европы по вольной борьбе среди мужчин и женщин — в Варшаве (Польша).

## Медалисты

### Греко-римская борьба
| Вес       | Золото                       | Серебро                         | Бронза                           |
| --------- | ---------------------------- | ------------------------------- | -------------------------------- |
| до 54 кг  | Дариуш Яблонский (Польша)    | Фархад Магеррамов (Белоруссия)  | Олег Немченко (Россия)           |
| до 58 кг  | Карен Мнацаканян (Армения)   | Джамель Айнауи (Франция)        | Эргедер Бекишдамат (Турция)      |
| до 63 кг  | Николай Монов (Россия)       | Шереф Эроглу (Турция)           | Акакий Чачуа (Грузия)            |
| до 69 кг  | Александр Третьяков (Россия) | Георгий Джинджелашвили (Грузия) | Рустам Аджи (Украина)            |
| до 76 кг  | Торбьёрн Корнбакк (Швеция)   | Марко Аселль (Финляндия)        | Ивон Ример (Франция)             |
| до 85 кг  | Хамза Ерликая (Турция)       | Томас Цандер (Германия)         | Александр Йованчевич (Югославия) |
| до 97 кг  | Хаккы Башар (Турция)         | Анатолий Федоренко (Белоруссия) | Константинос Танос (Швеция)      |
| до 130 кг | Сергей Мурейко (Болгария)    | Юха Ахокас (Финляндия)          | Александр Безручкин (Россия)     |

### Вольная борьба (мужчины)
| Вес       | Золото                        | Серебро                       | Бронза                      |
| --------- | ----------------------------- | ----------------------------- | --------------------------- |
| до 54 кг  | Александр Захарук (Украина)   | Намик Абдуллаев (Азербайджан) | Мевлана Кулач (Турция)      |
| до 58 кг  | Давид Погосян (Грузия)        | Тадеуш Ковальски (Польша)     | Мурад Умаханов (Россия)     |
| до 63 кг  | Магомед Азизов (Россия)       | Эльбрус Тедеев (Украина)      | Серафим Бырзаков (Болгария) |
| до 69 кг  | Араик Геворгян (Армения)      | Юксель Шанлы (Турция)         | Заза Зозиров (Украина)      |
| до 76 кг  | Бувайсар Сайтиев (Россия)     | Александр Лайпольд (Германия) | Камиль Кочаоглу (Турция)    |
| до 85 кг  | Хаджимурад Магомедов (Россия) | Николае Гита (Румыния)        | Давид Бичинашвили (Украина) |
| до 97 кг  | Эльдар Куртанидзе (Грузия)    | Марек Гармулевич (Польша)     | Арават Сабеев (Германия)    |
| до 130 кг | Давид Мусульбес (Россия)      | Алексей Медведев (Белоруссия) | Свен Тиле (Германия)        |

### Вольная борьба (женщины)
| Вес      | Золото                    | Серебро                       | Бронза                     |
| -------- | ------------------------- | ----------------------------- | -------------------------- |
| до 46 кг | Фара Туши (Франция)       | Мете Барли (Норвегия)         | Лидия Карамчакова (Россия) |
| до 51 кг | Елена Егошина (Россия)    | Таня Заутер (Германия)        | Анжелик Бертене (Франция)  |
| до 56 кг | Анна Гомис (Франция)      | Лене Онес (Норвегия)          | Сара Эрикссон (Швеция)     |
| до 62 кг | Никола Хартман (Австрия)  | Наталья Виноградова (Россия)  | Лиз Легран (Франция)       |
| до 68 кг | Анна Удыч (Польша)        | Нина Энглих (Германия)        | Нина Штрассер (Австрия)    |
| до 75 кг | Моника Ковальска (Польша) | Татьяна Комарницкая (Украина) | Анна Шамова (Россия)       |